# Leichtathletik-Weltmeisterschaften 2003/100 m Hürden der Frauen

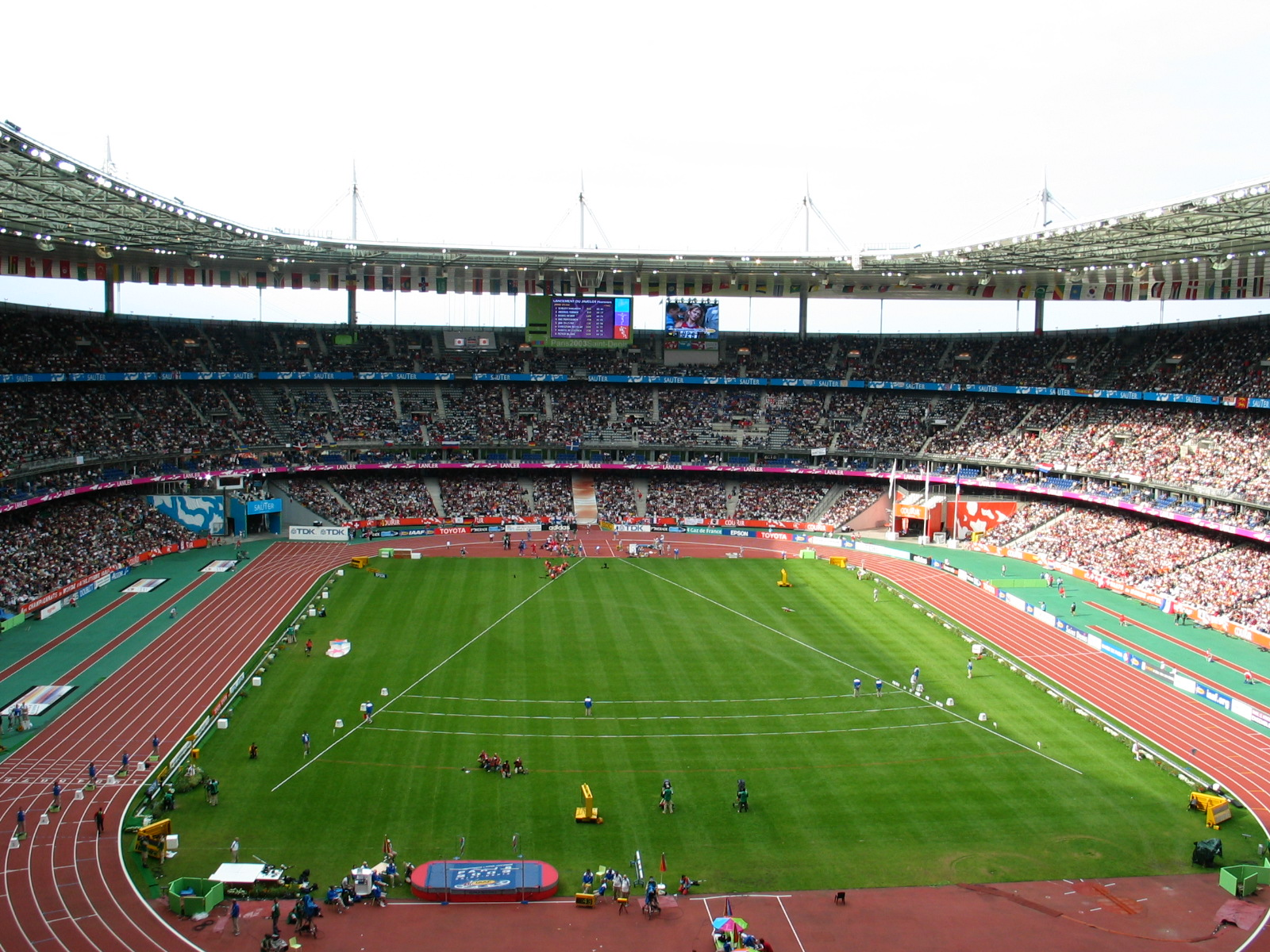
Stade de France in Paris/Saint-Denis am Schlusstag der Leichtathletik-Weltmeisterschaften

Der 100-Meter-Hürdenlauf der Frauen bei den Leichtathletik-Weltmeisterschaften 2003 wurde vom 25. bis 27. August 2003 im Stade de France der französischen Stadt Saint-Denis unmittelbar bei Paris ausgetragen.
Weltmeisterin wurde überraschend die Kanadierin Perdita Felicien. Sie gewann vor der Jamaikanerin Brigitte Foster. Bronze ging an die US-Amerikanerin Miesha McKelvy, die bei den Panamerikanischen Spielen 1999 ebenfalls Bronze gewonnen hatte.

## Bestehende Rekorde
| Weltrekord               | 12,21 s | Jordanka Donkowa   | Stara Sagora, Bulgarien | 20. August 1988   |
| Weltmeisterschaftsrekord | 12,34 s | Ginka Sagortschewa | WM 1987 in Rom, Italien | 4. September 1987 |

Der bereits seit 1987 bestehende WM-Rekord wurde auch bei diesen Weltmeisterschaften nicht erreicht.
Es gab zwei neue Landesrekorde:
- 13,51 s – Maria-Joëlle Conjungo (Zentralafrikanische Republik), 4. Vorlauf am 25. August (Wind: +0,1 m/s)
- 12,53 s – Perdita Felicien (Kanada), Finale am 27. August (Wind: −0,2 m/s)

## Vorrunde
Die Vorrunde wurde in fünf Läufen durchgeführt. Die ersten drei Athletinnen pro Lauf – hellblau unterlegt – sowie die darüber hinaus neun zeitschnellsten Läuferinnen – hellgrün unterlegt – qualifizierten sich für das Halbfinale.

### Vorlauf 1
25. August 2003, 21:15 Uhr
Wind: ±0,0 m/s
| Platz | Name                  | Nation              | Zeit (s) |
| ----- | --------------------- | ------------------- | -------- |
| 1     | Miesha McKelvy        | USA                 | 12,94    |
| 2     | Susanna Kallur        | Schweden            | 12,98    |
| 3     | Yahumara Neyra        | Kuba                | 13,01    |
| 4     | Natalja Schechodanowa | Russland            | 13,03    |
| 5     | Vonette Dixon         | Jamaika             | 13,09    |
| 6     | Haïdy Aron            | Frankreich          | 13,35    |
| 7     | Feng Yun              | Volksrepublik China | 13,50    |
| 8     | Céline Laporte        | Seychellen          | 14,29    |

### Vorlauf 2
25. August 2003, 21:23 Uhr
Wind: −0,5 m/s
| Platz | Name               | Nation         | Zeit (s) |
| ----- | ------------------ | -------------- | -------- |
| 1     | Brigitte Foster    | Jamaika        | 12,67    |
| 2     | Patricia Girard    | Frankreich     | 12,82    |
| 3     | Nadine Faustin     | Haiti          | 12,94    |
| 4     | Flóra Redoúmi      | Griechenland   | 13,15    |
| 5     | Olena Krassowska   | Ukraine        | 13,31    |
| 6     | Rachel King        | Großbritannien | 13,37    |
| 7     | Anjanette Kirkland | USA            | 13,80    |
| DNS   | Rosa Rakotozafy    | Madagaskar     |          |

### Vorlauf 3
25. August 2003, 21:31 Uhr
Wind: −0,1 m/s
| Platz | Name              | Nation      | Zeit (s) |
| ----- | ----------------- | ----------- | -------- |
| 1     | Jenny Adams       | USA         | 12,74    |
| 2     | Glory Alozie      | Spanien     | 12,83    |
| 3     | Angela Whyte      | Kanada      | 12,99    |
| 4     | Angela Atede      | Nigeria     | 13,09    |
| 5     | Marija Korotejewa | Russland    | 13,16    |
| 6     | Carmen Zamfir     | Rumänien    | 13,24    |
| 7     | Maíla Machado     | Brasilien   | 13,28    |
| 8     | Juliane Sprenger  | Deutschland | 13,31    |

### Vorlauf 4

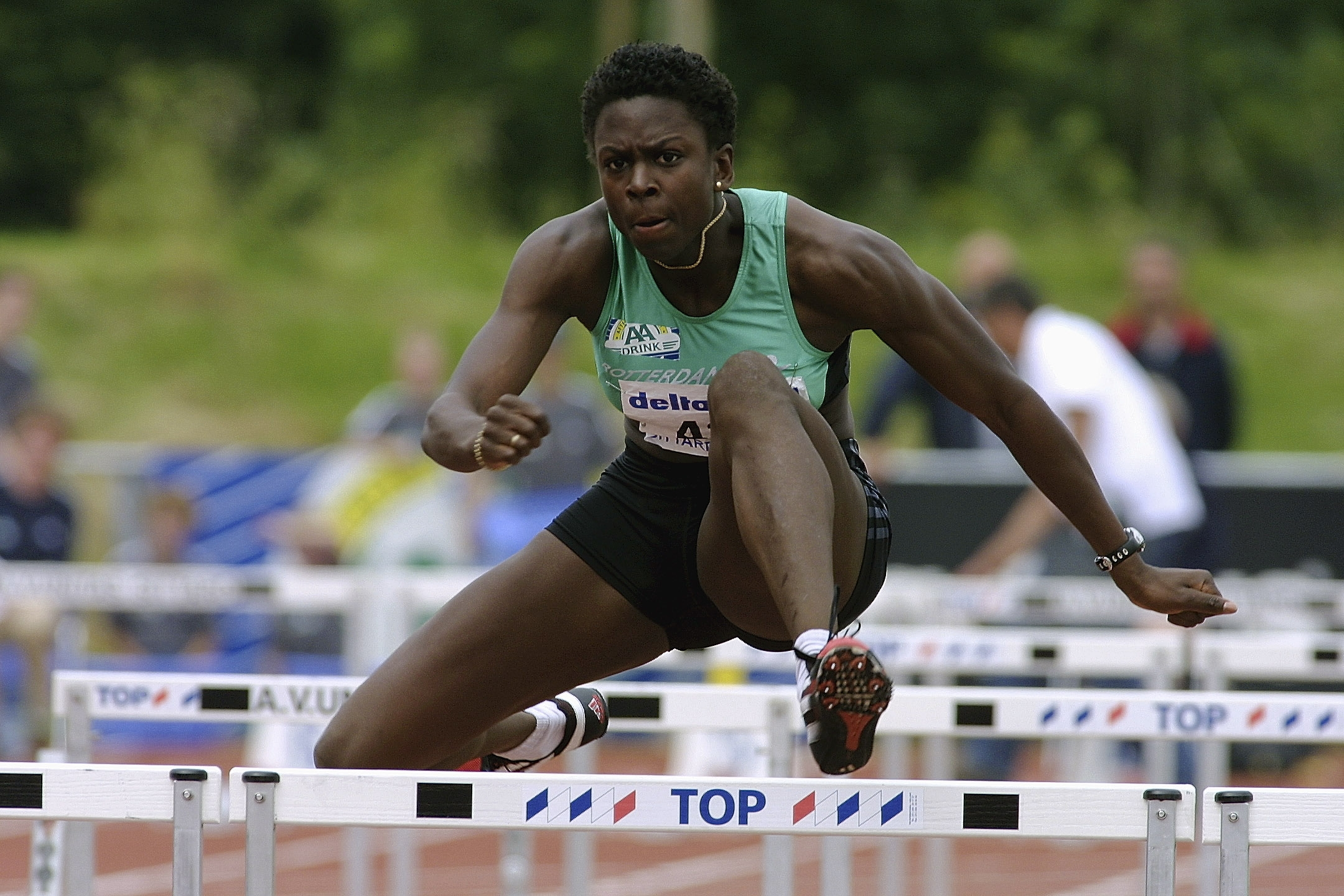
Judith Vis fehlten mit ihren 13,36 s acht Hundertstelsekunden, um sich über die Zeitregel für das Halbfinale zu qualifizieren
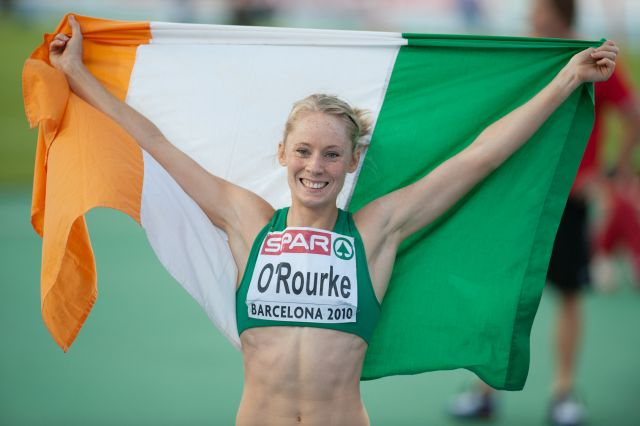
Als Achte ihres Vorlaufs schaffte es Derval O’Rourke hier noch nicht in die nächste Runde – später war sie da sehr viel erfolgreicher

25. August 2003, 21:39 Uhr
Wind: +0,1 m/s
| Platz | Name                  | Nation                       | Zeit (s) |
| ----- | --------------------- | ---------------------------- | -------- |
| 1     | Perdita Felicien      | Kanada                       | 12,70    |
| 2     | Lacena Golding-Clarke | Jamaika                      | 12,86    |
| 3     | Linda Ferga-Khodadin  | Frankreich                   | 12,86    |
| 4     | Swetlana Lauchowa     | Russland                     | 12,92    |
| 5     | Su Yiping             | Volksrepublik China          | 13,12    |
| 6     | Judith Vis            | Niederlande                  | 13,36    |
| 7     | Maria-Joëlle Conjungo | Zentralafrikanische Republik | 13,51 NR |
| 8     | Derval O’Rourke       | Irland                       | 13,54    |

### Vorlauf 5
25. August 2003, 21:47 Uhr
Wind: −0,7 m/s
| Platz | Name               | Nation      | Zeit (s) |
| ----- | ------------------ | ----------- | -------- |
| 1     | Gail Devers        | USA         | 12,76    |
| 2     | Irina Lenskiy      | Israel      | 12,92    |
| 3     | Aurelia Trywiańska | Polen       | 12,96    |
| 4     | Trecia Roberts     | Thailand    | 13,29    |
| 5     | Nadine Hentschke   | Deutschland | 13,33    |
| 6     | Yvonne Kanazawa    | Japan       | 13,54    |
| DNS   | Elke Wölfling      | Österreich  |          |

## Halbfinale
Aus den beiden Halbfinalläufen qualifizierten sich die jeweils ersten beiden Athletinnen – hellblau unterlegt – sowie die darüber hinaus zwei zeitschnellsten Läuferinnen – hellgrün unterlegt – für das Finale.
Im dritten Vorlauf kam es zu einer Gleichplatziert zweier Athletinnen auf Rang zwei. Beide Wettbewerberinnen hatten sich somit die Berechtigung zum Finalstart erlaufen. So qualifizierten sich hier insgesamt neun Hürdensprinterinnen für den am kommenden Tag stattfindenden Endlauf.

### Halbfinallauf 1

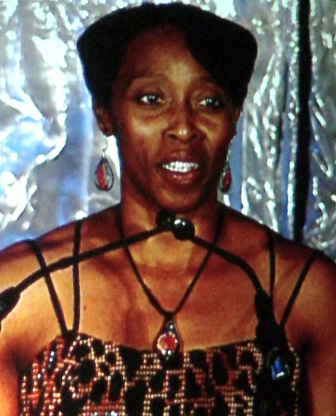
Für Gail Devers, in den vergangenen eine der weltbesten Leichtathletinnen, reichte es nicht mehr ganz ins Finale
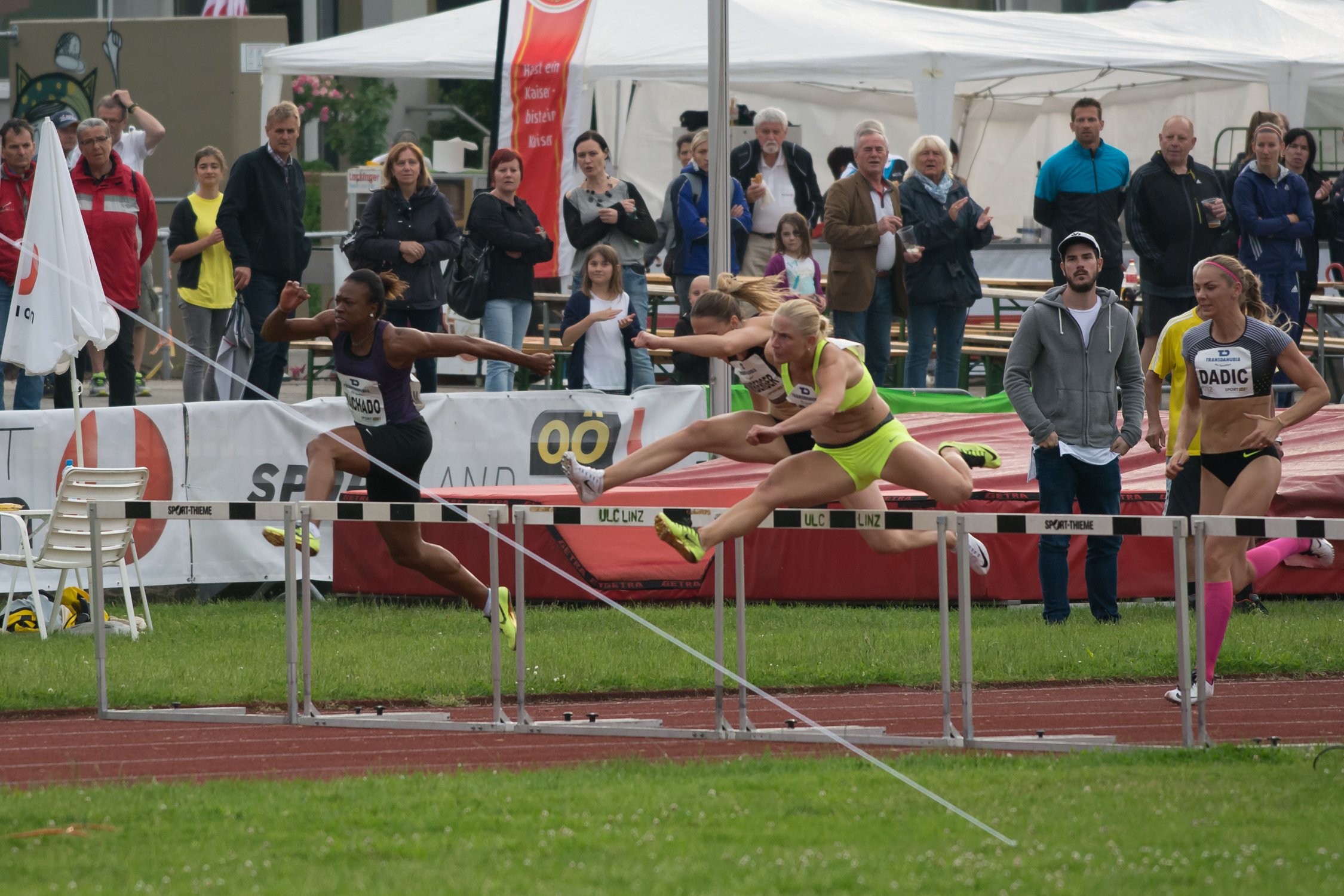
Maíla Machado(ganz links) schied als Siebte ihres Halbfinallaufs aus

26. August 2003, 20:306 Uhr
Wind: +0,4 m/s
| Platz | Name                  | Nation       | Zeit (s)                    |
| ----- | --------------------- | ------------ | --------------------------- |
| 1     | Perdita Felicien      | Kanada       | 12,68                       |
| 2     | Lacena Golding-Clarke | Jamaika      | 12,84                       |
| 3     | Gail Devers           | USA          | 12,87                       |
| 4     | Natalja Schechodanowa | Russland     | 12,91                       |
| 5     | Yahumara Neyra        | Kuba         | 12,98                       |
| 6     | Flóra Redoúmi         | Griechenland | 13,10                       |
| 7     | Maíla Machado         | Brasilien    | 13,34                       |
| DSQ   | Linda Ferga-Khodadin  | Frankreich   | IAAF Rule 162.8 – Fehlstart |

### Halbfinallauf 2

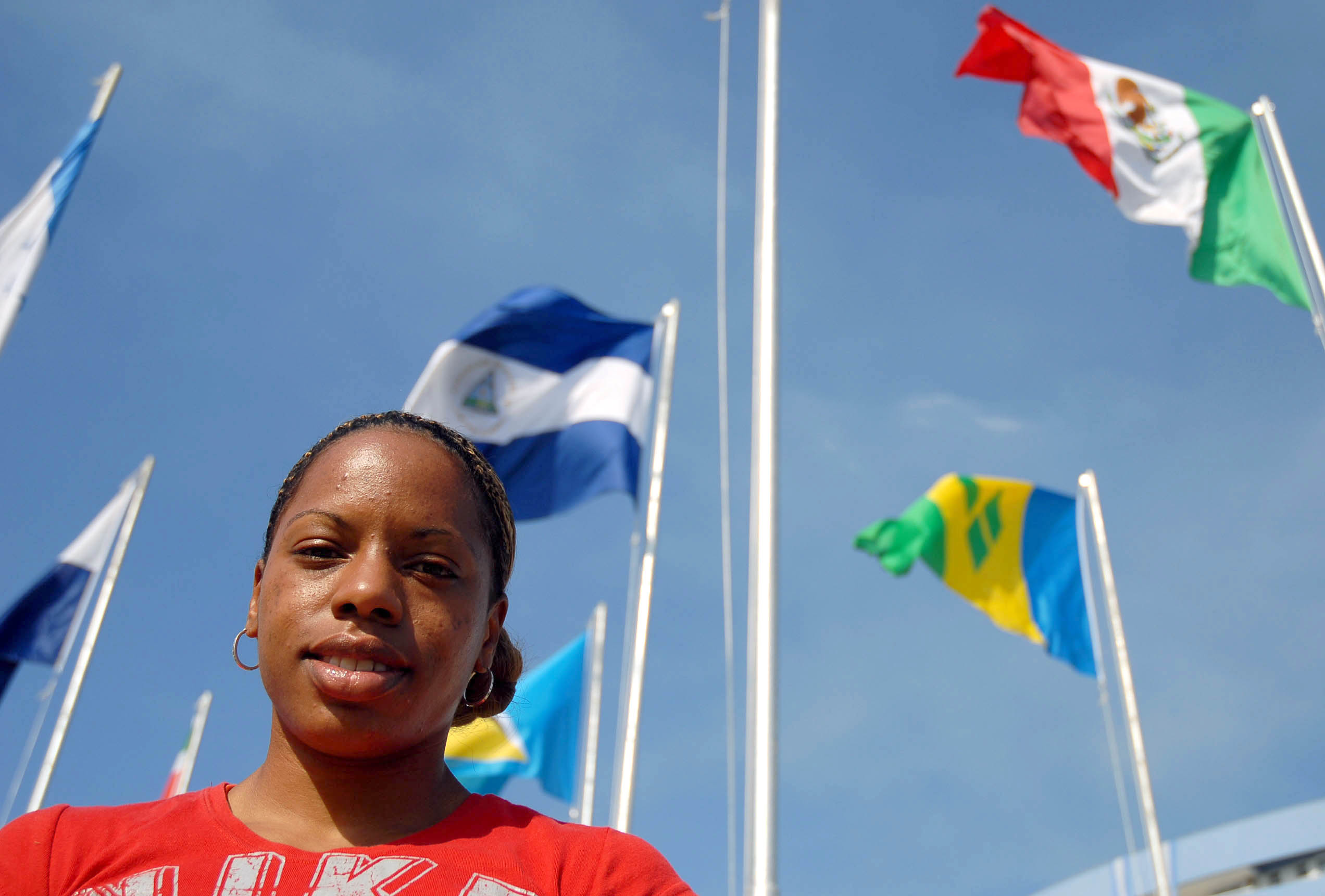
Nadine Faustin – ihr fehlten mit 12,81 s nur zwei Hundertstelsekunden an der Finalteilnahme

26. August 2003, 20:36 Uhr
Wind: −0,1 m/s
| Platz | Name               | Nation              | Zeit (s) |
| ----- | ------------------ | ------------------- | -------- |
| 1     | Brigitte Foster    | Jamaika             | 12,65    |
| 2     | Miesha McKelvy     | USA                 | 12,77    |
| 3     | Aurelia Trywiańska | Polen               | 12,79    |
| 4     | Glory Alozie       | Spanien             | 12,81    |
| 5     | Nadine Faustin     | Haiti               | 13,01    |
| 6     | Angela Atede       | Nigeria             | 13,18    |
| 7     | Su Yiping          | Volksrepublik China | 13,20    |
| 8     | Marija Korotejewa  | Russland            | 13,27    |

### Halbfinallauf 3

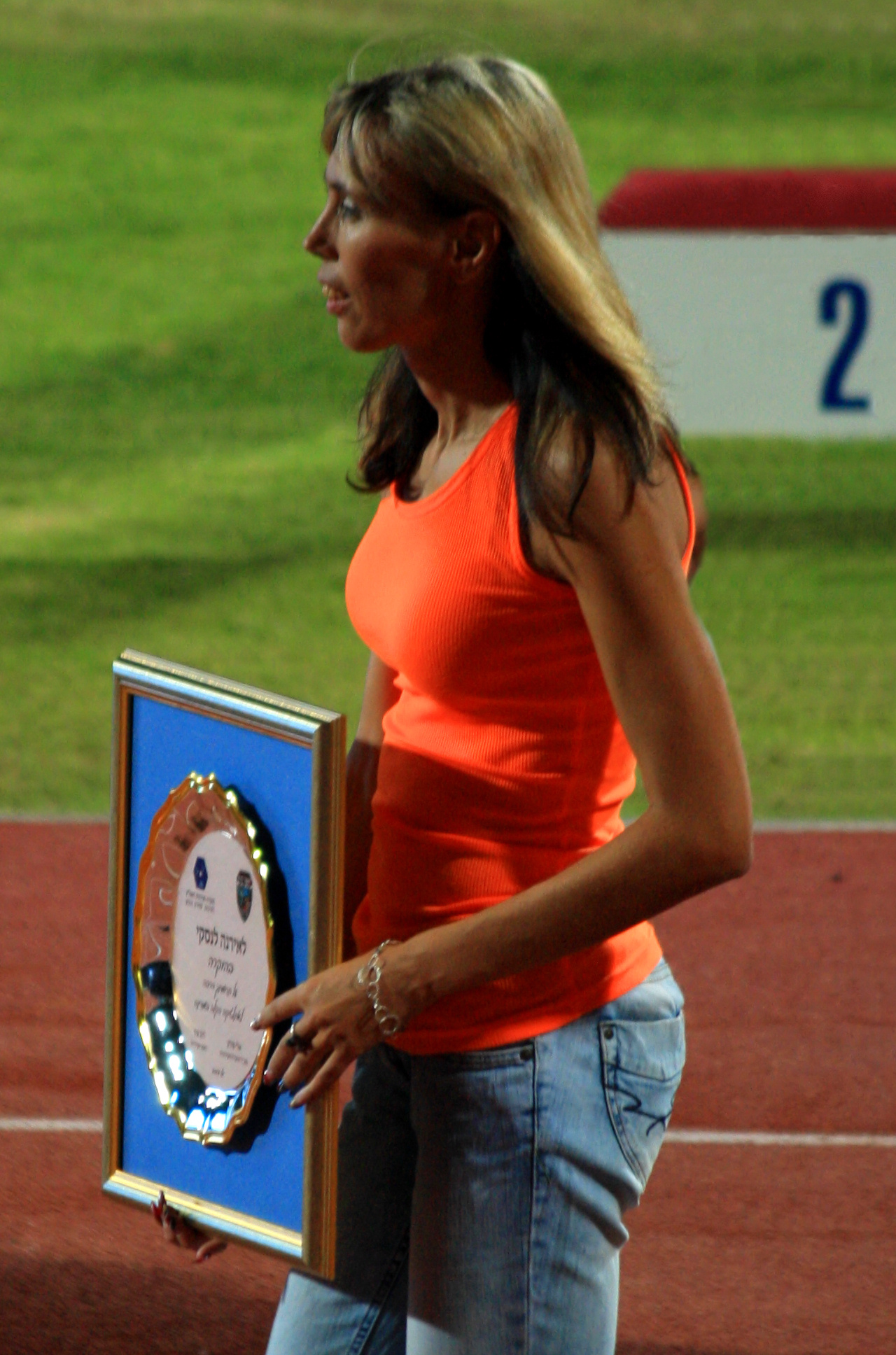
Irina Lenskiy schaffte es mit ihren 12,89 s nicht in den Endlauf
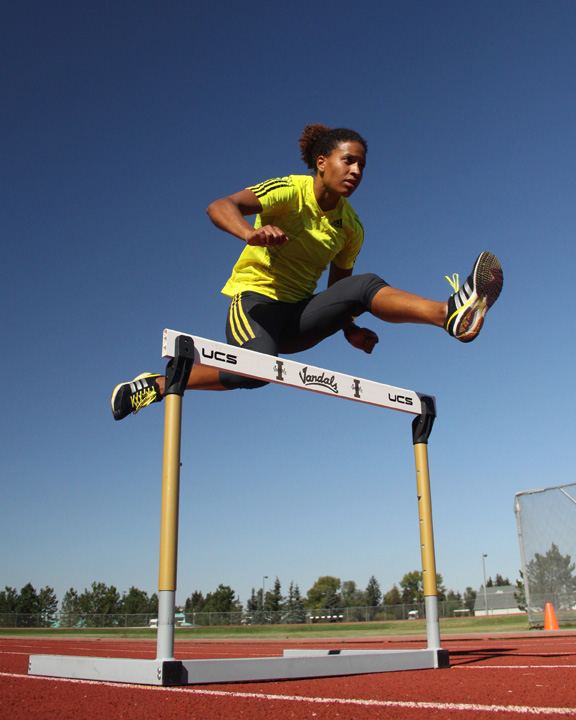
Auch Angela Whyte erzielte im Halbfinale 12,89 s und schied damit aus
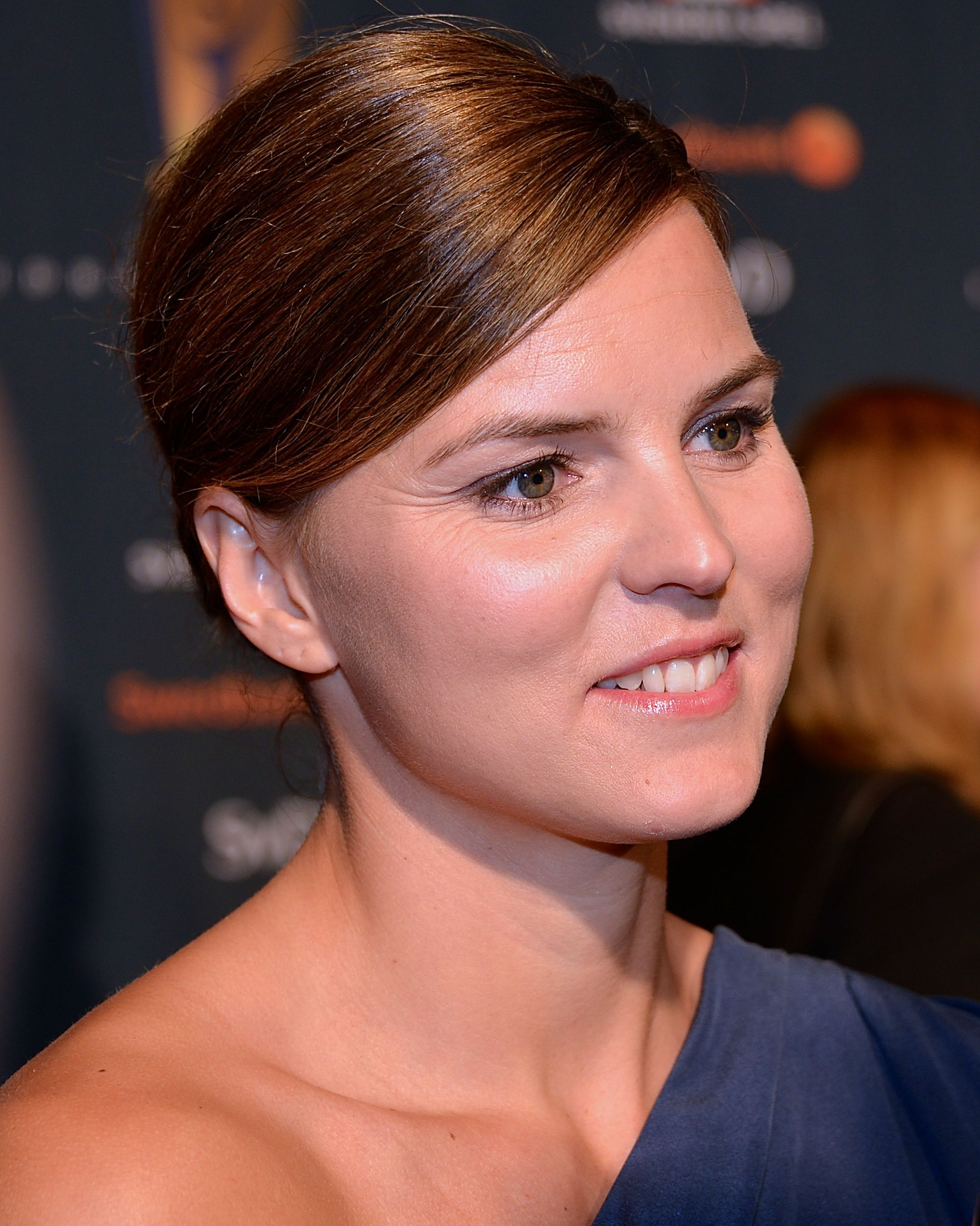
Susanna Kallur – mit 12,95 s nicht im Finale

26. August 2003, 20:42 Uhr
Wind: ±0,0 m/s
| Platz | Name              | Nation     | Zeit (s) |
| ----- | ----------------- | ---------- | -------- |
| 1     | Jenny Adams       | USA        | 12,78    |
| 2     | Vonette Dixon     | Jamaika    | 12,85    |
| 2     | Patricia Girard   | Frankreich | 12,85    |
| 4     | Irina Lenskiy     | Israel     | 12,89    |
| 5     | Angela Whyte      | Kanada     | 12,89    |
| 6     | Susanna Kallur    | Schweden   | 12,95    |
| 7     | Swetlana Lauchowa | Russland   | 12,98    |
| 8     | Carmen Zamfir     | Rumänien   | 13,24    |

## Finale

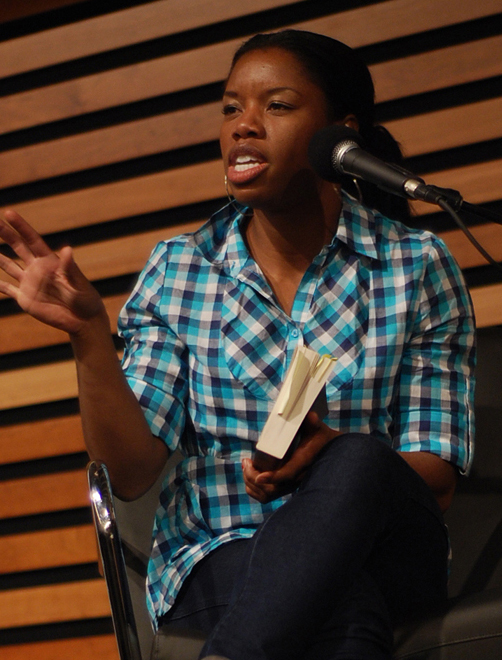
Weltmeisterin Perdita Felicien
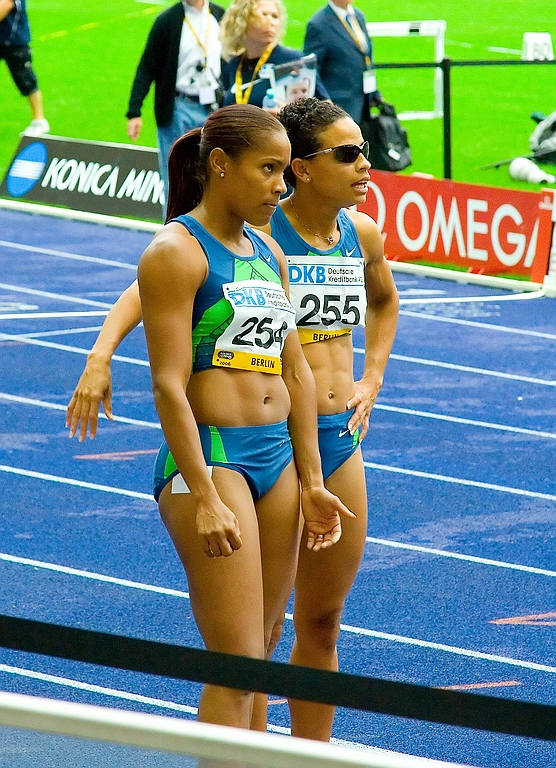
Vizeweltmeisterin Brigitte Foster (links)

27. August 2003, 19:25 Uhr
Wind: −0,2 m/s
Aus dem Halbfinale hatten sich aufgrund einer Gleichplatzierung der beiden Laufzweiten aus dem dritten Rennen neun Hürdensprinterinnen für dieses Finale qualifiziert.
| Platz | Name                  | Nation     | Zeit (s) |
| ----- | --------------------- | ---------- | -------- |
| 1     | Perdita Felicien      | Kanada     | 12,53 NR |
| 2     | Brigitte Foster       | Jamaika    | 12,57    |
| 3     | Miesha McKelvy        | USA        | 12,67    |
| 4     | Glory Alozie          | Spanien    | 12,75    |
| 5     | Aurelia Trywiańska    | Polen      | 12,75    |
| 6     | Jenny Adams           | USA        | 12,77    |
| 7     | Patricia Girard       | Frankreich | 12,83    |
| 8     | Lacena Golding-Clarke | Jamaika    | 12,87    |
| 9     | Vonette Dixon         | Jamaika    | 12,87    |

## Video
- Womens 100m hurdles final 2003, Video veröffentlicht am 9. April 2007 auf youtube.com, abgerufen am 15. September 2020